# Katastrofa kolejowa w Zoufftgen
Katastrofa kolejowa w Zoufftgen wydarzyła się 11 października 2006 roku w Zoufftgen we Francji, nieopodal granicy z Luksemburgiem. W wyniku zderzenia dwóch pociągów zginęło 6 osób, a 20 zostało rannych. Wśród ofiar było 4 obywateli Francji oraz 2 obywateli Luksemburga. Do zderzenia doszło zaledwie 20 metrów od granicy z Luksemburgiem. Rozbite pociągi należały do przedsiębiorstw CFL oraz SNCF.  

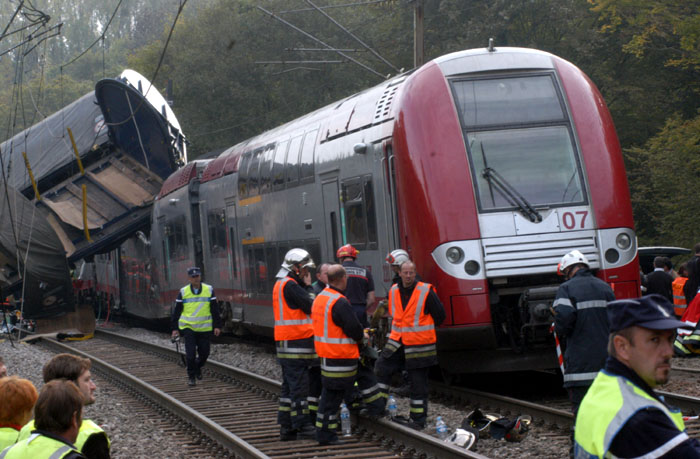
Miejsce katastrofy

Przyczyną katastrofy był błąd kontrolera ruchu kolejowego, który skierował pociąg osobowy na ten sam tor, po którym poruszał się pociąg towarowy. Minister Transportu Luksemburga - Lucien Lux, zapytany o to co było przyczyną katastrofy powiedział:To trudne w tej chwili do powiedzenia, ale to z winy CFL